# Prudence Boissière
Pour les articles homonymes, voir Boissière.
Jean-Baptiste Prudence Boissière, né à Valognes le 27 septembre 1806 et mort à Paris le 19 février 1885, est un lexicographe, grammairien et philosophe français.

## Biographie
Ayant découvert en Angleterre, où il enseignait le français, le Roget's Thesaurus (en) de Peter Mark Roget (1779-1869) publié en 1852, classant les mots par thèmes mais consultables à partir de l’ordre alphabétique, Prudence Boissière a l’idée d’un ouvrage similaire pour la langue française. Lorsqu’il publie son Dictionnaire analogique de la langue française, Répertoire complet des mots par les idées et des idées par les mots chez Larousse et A. Boyer en 1862, c’est le premier dictionnaire français de ce type. La nouveauté de l’entreprise lexicographique du Dictionnaire analogique réside dans la rupture avec la tradition des classements formels avec le classement à partir du concept de « mot-centre » afin de repérer tous les termes, les « mots analogues », qui y correspondent. Il fonde son travail non plus sur le concept de synonymie mais sur celui d’analogie. 
L’approche lexicologique de Boissière sera reprise par Paul Rouaix Dictionnaire manuel illustré des idées suggérées par les mots (A. Colin, 1898), Charles Maquet Dictionnaire analogique : Des mots par les idées, des idées par les mots (Larousse, 1936), par les travaux de Paul Robert avec son Grand Dictionnaire alphabétique et analogique de la langue française (1953-1964) et par Georges Niobey Dictionnaire analogique (Larousse, 1992). Le type d’organisation sémantique des termes lexicaux de Boissière est également privilégié dans le mode de consultation des informations sur support électronique.
Grammairien conscient du manque de méthode de ses prédécesseurs en matière d’enseignement de la grammaire française, Boissière a rédigé des ouvrages et manuels visant à offrir une méthode rationnelle et graduée pour l’apprentissage de la langue française.
Prudence Boissière a publié également sous le pseudonyme, anagramme de son nom, « Prudence Sièrebois ».